# Steven Davis
Steven Davis (Ballymena, 1º gennaio 1985) è un allenatore di calcio ed ex calciatore nordirlandese, di ruolo centrocampista.

## Caratteristiche tecniche

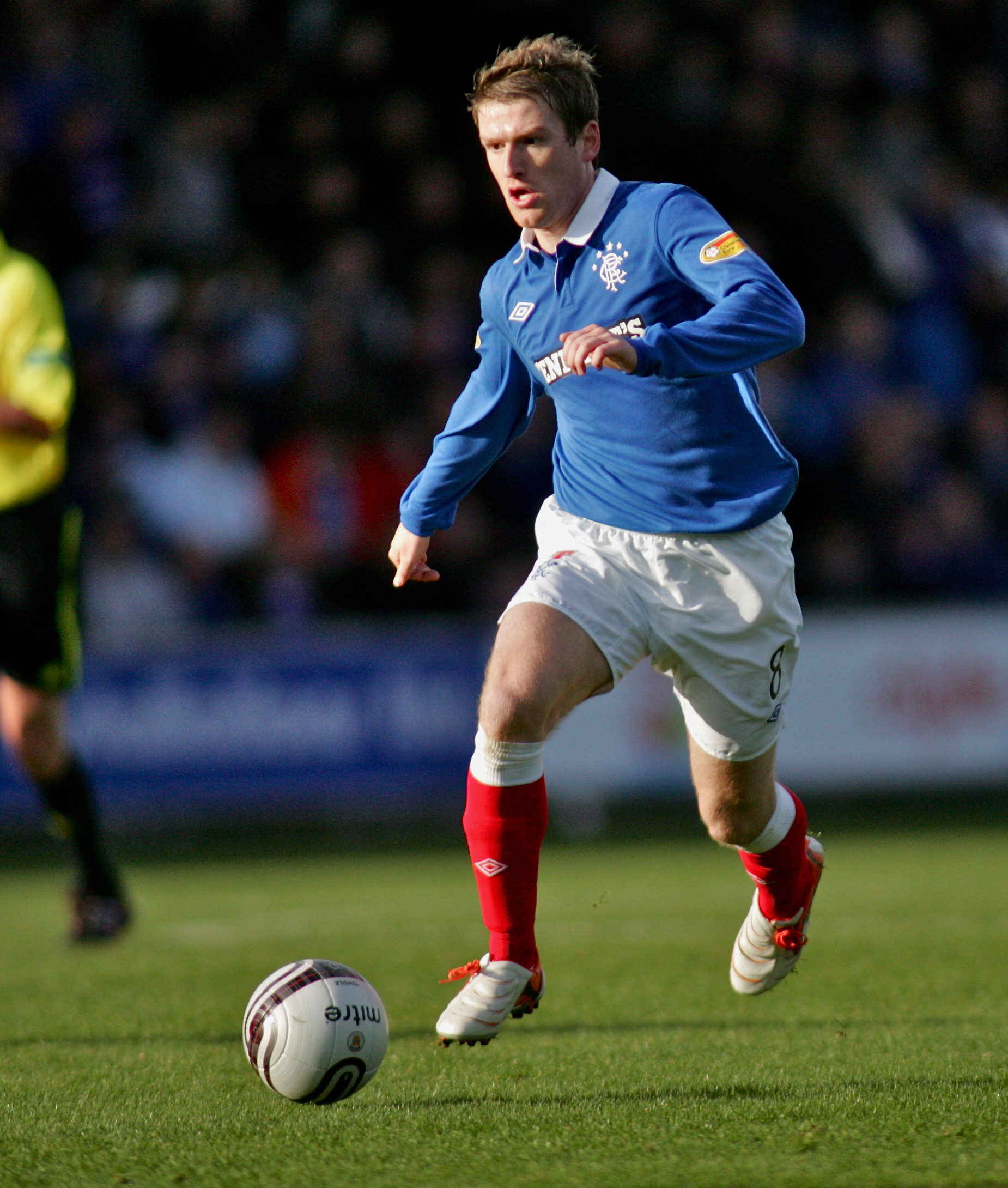
Davis nel 2010 con la maglia dei.

Mediano moderno e polivalente, era in grado di svolgere con efficacia entrambe le fasi di gioco. Dotato di buona visione di gioco, fu adattato dal tecnico Ronald Koeman nel ruolo di rifinitore alle spalle degli attaccanti.

## Carriera

### Club
Dopo aver trascorso tre anni all'Aston Villa, il 5 luglio 2007 - su richiesta di Lawrie Sanchez, suo ex CT in nazionale - passa al Fulham per 4 milioni di sterline, legandosi ai Cottagers per quattro stagioni.
Il 31 gennaio 2008 si trasferisce ai Rangers, in Scozia, con la formula del prestito. Esordisce con gli scozzesi - e nelle competizioni europee - il 13 febbraio contro il Panathinaikos, incontro valido per i sedicesimi di finale di Coppa UEFA.
Il 16 marzo 2008 segna uno dei tre rigori realizzati dai Gers nella finale di Scottish League Cup contro il Dundee Utd, consentendo alla squadra di sollevare il trofeo, dopo il 2 a 2 dei tempi supplementari. A questo successo seguirà quello in Coppa di Scozia.
Alla luce delle ottime prestazioni fornite nel periodo trascorso in prestito, il 21 agosto i Rangers ne acquistano il cartellino per 3 milioni di sterline. Il 9 maggio 2009 segna il gol decisivo per la vittoria nell'Old Firm vinto dai Rangers per 1 a 0, sfida che si rivelerà decisiva nella vittoria del campionato.
In seguito al fallimento della società, il 6 luglio 2012 lascia la squadra scozzese - di cui è stato anche capitano - firmando un triennale con il Southampton, dopo aver risolto alcuni problemi burocratici fatti emergere da Charles Green, presidente della NewCo Rangers, grazie all'intervento della FIFA.
Dopo 6 anni e mezzo con i Saints, Davis fa ritorno in prestito ai Rangers con la formula del prestito fino a fine stagione. Resterà legato al club scozzese sino al 2024, collezionando complessivamente 370 presenze e 27 reti.
Il 25 gennaio 2024 annuncia ufficialmente l'addio al calcio giocato attraverso un comunicato sul sito web della squadra.

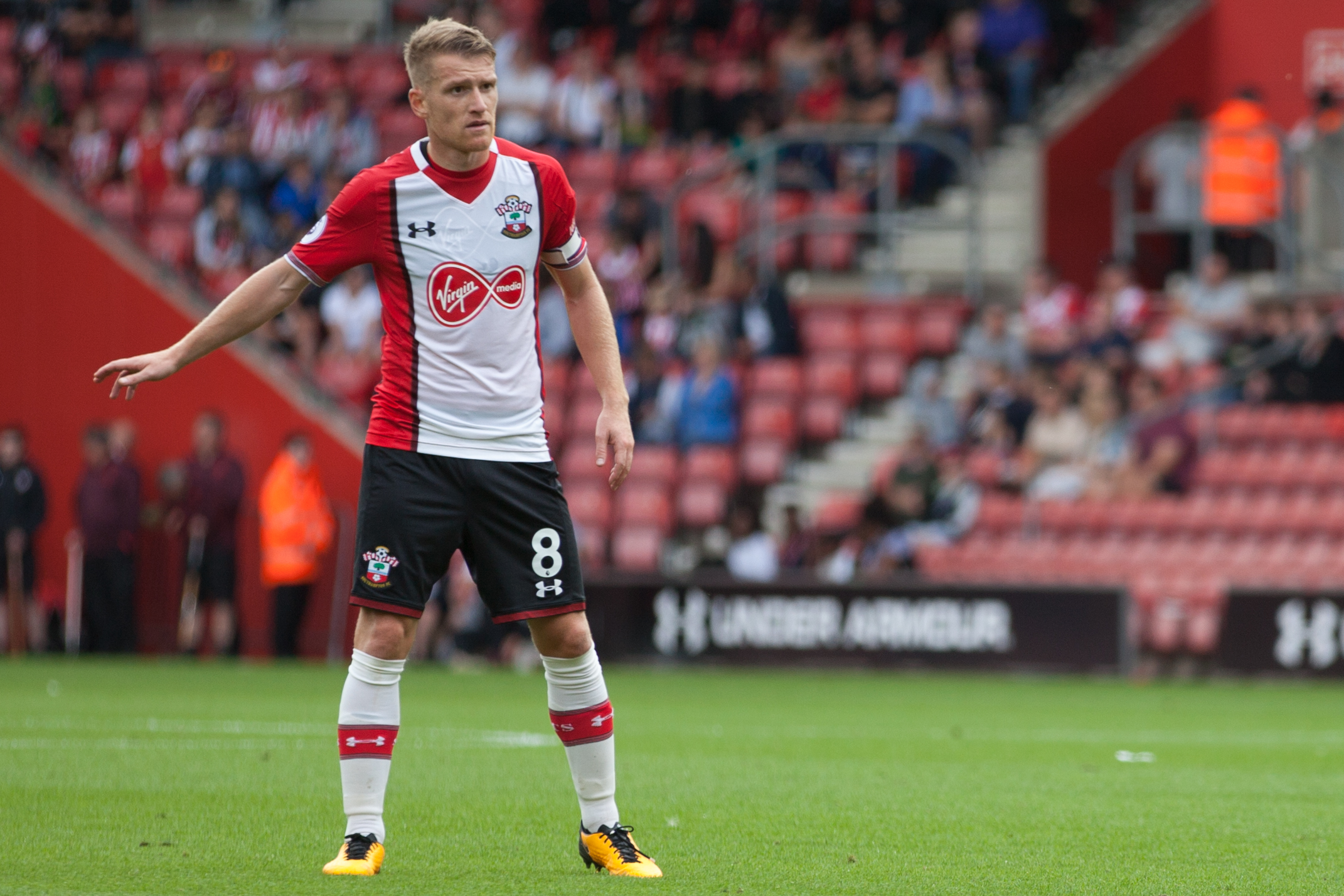
Davis nel 2017.

### Nazionale
Dopo aver disputato a vari incontri con le selezioni giovanili, il 9 febbraio 2005 esordisce in nazionale da titolare contro il Canada in un'amichevole vinta dagli avversari 1-0.
Il 21 maggio 2006 scende in campo contro l'Uruguay con la fascia da capitano al braccio per la prima volta, diventando a poco più di 21 anni, il più giovane nordirlandese di sempre a disputare un incontro nelle vesti di capitano.
In seguito al temporaneo ritiro di Aaron Hughes nel 2011, viene nominato nuovo capitano della selezione britannica. Viene convocato per gli Europei 2016 in Francia. Esordisce nella manifestazione il 12 giugno contro la Polonia.
Il 9 giugno 2017 raggiunge quota 100 presenze in nazionale nella sconfitta per 0-1 contro la Svizzera.
Il 7 settembre 2020 eguaglia il record di 119 presenze in Nazionale di Pat Jennings in occasione della sconfitta per 1-5 contro la Norvegia.
L'8 ottobre 2020, in occasione della semifinale per i play-off di qualificazione a Euro 2020 contro la Bosnia ed Erzegovina (vinta ai rigori dai nordirlandesi), raggiunge quota 120 presenze in Nazionale diventando il primatista assoluta di presenze dell'Irlanda del Nord.

## Statistiche

### Presenze e reti nei club
| Stagione           | Squadra            | Campionato         | Campionato | Campionato | Coppe nazionali | Coppe nazionali | Coppe nazionali | Coppe continentali | Coppe continentali | Coppe continentali | Altre coppe | Altre coppe | Altre coppe | Totale | Totale |
| Stagione           | Squadra            | Comp               | Pres       | Reti       | Comp            | Pres            | Reti            | Comp               | Pres               | Reti               | Comp        | Pres        | Reti        | Pres   | Reti   |
| ------------------ | ------------------ | ------------------ | ---------- | ---------- | --------------- | --------------- | --------------- | ------------------ | ------------------ | ------------------ | ----------- | ----------- | ----------- | ------ | ------ |
| 2004-2005          | Aston Villa        | PL                 | 28         | 1          | FACup+CdL       | 1+0             | 0               | -                  | -                  | -                  | -           | -           | -           | 29     | 1      |
| 2005-2006          | Aston Villa        | PL                 | 35         | 4          | FACup+CdL       | 4+3             | 2+2             | -                  | -                  | -                  | -           | -           | -           | 42     | 8      |
| 2006-2007          | Aston Villa        | PL                 | 28         | 0          | FACup+CdL       | 0+3             | 0               | -                  | -                  | -                  | -           | -           | -           | 31     | 0      |
| Totale Aston Villa | Totale Aston Villa | Totale Aston Villa | 91         | 5          |                 | 11              | 4               |                    | -                  | -                  |             | -           | -           | 102    | 9      |
| 2007-gen. 2008     | Fulham             | PL                 | 22         | 0          | FACup+CdL       | 1+2             | 0               | -                  | -                  | -                  | -           | -           | -           | 25     | 0      |
| gen.-giu. 2008     | Rangers            | SPL                | 12         | 0          | SC+CdL          | 4+1             | 0               | CU                 | 9                  | 1                  | -           | -           | -           | 26     | 1      |
| 2008-2009          | Rangers            | SPL                | 34         | 6          | SC+CdL          | 5+4             | 1+0             | UCL                | 0                  | 0                  | -           | -           | -           | 43     | 7      |
| 2009-2010          | Rangers            | SPL                | 36         | 3          | SC+CdL          | 5+3             | 0+1             | UCL                | 6                  | 0                  | -           | -           | -           | 50     | 4      |
| 2010-2011          | Rangers            | SPL                | 37         | 3          | SC+CdL          | 3+3             | 0+1             | UCL+UEL            | 6+4                | 0                  | -           | -           | -           | 53     | 4      |
| 2011-2012          | Rangers            | SPL                | 33         | 5          | SC+CdL          | 1+1             | 0               | UCL+UEL            | 2+2                | 0                  | -           | -           | -           | 39     | 5      |
| 2012-2013          | Southampton        | PL                 | 32         | 2          | FACup+CdL       | 1+0             | 0               | -                  | -                  | -                  | -           | -           | -           | 33     | 2      |
| 2013-2014          | Southampton        | PL                 | 34         | 2          | FACup+CdL       | 3+3             | 0+2             | -                  | -                  | -                  | -           | -           | -           | 40     | 4      |
| 2014-2015          | Southampton        | PL                 | 35         | 0          | FACup+CdL       | 3+3             | 0               | -                  | -                  | -                  | -           | -           | -           | 41     | 0      |
| 2015-2016          | Southampton        | PL                 | 34         | 5          | FACup+CdL       | 1+3             | 0               | UEL                | 3                  | 0                  | -           | -           | -           | 41     | 5      |
| 2016-2017          | Southampton        | PL                 | 32         | 0          | FACup+CdL       | 0+4             | 0               | UEL                | 4                  | 0                  | -           | -           | -           | 40     | 0      |
| 2017-2018          | Southampton        | PL                 | 23         | 3          | FACup+CdL       | 2+0             | 0               | -                  | -                  | -                  | -           | -           | -           | 24     | 3      |
| 2018-gen. 2019     | Southampton        | PL                 | 3          | 0          | FACup+CdL       | 0+3             | 0               | -                  | -                  | -                  | -           | -           | -           | 6      | 0      |
| Totale Southampton | Totale Southampton | Totale Southampton | 193        | 12         |                 | 26              | 2               |                    | 7                  | 0                  |             | -           | -           | 226    | 14     |
| gen.-giu. 2019     | Rangers            | SP                 | 14         | 0          | SC+CdL          | 0+4             | 0               | -                  | -                  | -                  | -           | -           | -           | 18     | 0      |
| 2019-2020          | Rangers            | SP                 | 24         | 0          | SC+CdL          | 3+2             | 0               | UEL                | 14                 | 1                  | -           | -           | -           | 43     | 1      |
| 2020-2021          | Rangers            | SP                 | 35         | 0          | SC+CdL          | 3+1             | 1+1             | UEL                | 10                 | 0                  | -           | -           | -           | 49     | 2      |
| 2021-2022          | Rangers            | SP                 | 18         | 0          | SC+CdL          | 3+1             | 0               | UCL+UEL            | 2+9                | 1+0                | -           | -           | -           | 33     | 1      |
| 2022-2023          | Rangers            | SP                 | 8          | 1          | SC+CdL          | 0+2             | 1               | UCL                | 6                  | 0                  | -           | -           | -           | 16     | 2      |
| 2023-2024          | Rangers            | SP                 | 0          | 0          | SC+CdL          | 0               | 0               | UCL+UEL            | 0                  | 0                  | -           | -           | -           | 0      | 0      |
| Totale Rangers     | Totale Rangers     | Totale Rangers     | 251        | 18         |                 | 49              | 6               |                    | 70                 | 3                  |             | -           | -           | 370    | 27     |
| Totale carriera    | Totale carriera    | Totale carriera    | 557        | 35         |                 | 89              | 12              |                    | 77                 | 3                  |             | -           | -           | 723    | 50     |

### Cronologia presenze e reti in nazionale
| Cronologia completa delle presenze e delle reti in nazionale ― Irlanda del Nord | Cronologia completa delle presenze e delle reti in nazionale ― Irlanda del Nord | Cronologia completa delle presenze e delle reti in nazionale ― Irlanda del Nord | Cronologia completa delle presenze e delle reti in nazionale ― Irlanda del Nord | Cronologia completa delle presenze e delle reti in nazionale ― Irlanda del Nord | Cronologia completa delle presenze e delle reti in nazionale ― Irlanda del Nord | Cronologia completa delle presenze e delle reti in nazionale ― Irlanda del Nord | Cronologia completa delle presenze e delle reti in nazionale ― Irlanda del Nord |
| Data                                                                            | Città                                                                           | In casa                                                                         | Risultato                                                                       | Ospiti                                                                          | Competizione                                                                    | Reti                                                                            | Note                                                                            |
| ------------------------------------------------------------------------------- | ------------------------------------------------------------------------------- | ------------------------------------------------------------------------------- | ------------------------------------------------------------------------------- | ------------------------------------------------------------------------------- | ------------------------------------------------------------------------------- | ------------------------------------------------------------------------------- | ------------------------------------------------------------------------------- |
| 9-2-2005                                                                        | Belfast                                                                         | Irlanda del Nord                                                                | 0 – 1                                                                           | Canada                                                                          | Amichevole                                                                      | -                                                                               |                                                                                 |
| 26-3-2005                                                                       | Manchester                                                                      | Inghilterra                                                                     | 4 – 0                                                                           | Irlanda del Nord                                                                | Qual. Mondiali 2006                                                             | -                                                                               | 60’                                                                             |
| 30-3-2005                                                                       | Varsavia                                                                        | Polonia                                                                         | 1 – 0                                                                           | Irlanda del Nord                                                                | Qual. Mondiali 2006                                                             | -                                                                               |                                                                                 |
| 4-6-2005                                                                        | Belfast                                                                         | Irlanda del Nord                                                                | 1 – 4                                                                           | Germania                                                                        | Amichevole                                                                      | -                                                                               |                                                                                 |
| 17-8-2005                                                                       | Ta' Qali                                                                        | Malta                                                                           | 1 – 1                                                                           | Irlanda del Nord                                                                | Amichevole                                                                      | -                                                                               | 88’                                                                             |
| 3-9-2005                                                                        | Belfast                                                                         | Irlanda del Nord                                                                | 2 – 0                                                                           | Azerbaigian                                                                     | Qual. Mondiali 2006                                                             | -                                                                               |                                                                                 |
| 7-9-2005                                                                        | Belfast                                                                         | Irlanda del Nord                                                                | 1 – 0                                                                           | Inghilterra                                                                     | Qual. Mondiali 2006                                                             | -                                                                               |                                                                                 |
| 8-10-2005                                                                       | Belfast                                                                         | Irlanda del Nord                                                                | 1 – 3                                                                           | Galles                                                                          | Qual. Mondiali 2006                                                             | 1                                                                               |                                                                                 |
| 12-10-2005                                                                      | Vienna                                                                          | Austria                                                                         | 2 – 0                                                                           | Irlanda del Nord                                                                | Qual. Mondiali 2006                                                             | -                                                                               |                                                                                 |
| 15-11-2005                                                                      | Belfast                                                                         | Irlanda del Nord                                                                | 1 – 1                                                                           | Portogallo                                                                      | Amichevole                                                                      | -                                                                               |                                                                                 |
| 1-3-2006                                                                        | Belfast                                                                         | Irlanda del Nord                                                                | 1 – 0                                                                           | Estonia                                                                         | Amichevole                                                                      | -                                                                               | 68’                                                                             |
| 21-5-2006                                                                       | East Rutherford                                                                 | Uruguay                                                                         | 1 – 0                                                                           | Irlanda del Nord                                                                | Amichevole                                                                      | -                                                                               | Cap.                                                                            |
| 26-5-2006                                                                       | Chicago                                                                         | Romania                                                                         | 2 – 0                                                                           | Irlanda del Nord                                                                | Amichevole                                                                      | -                                                                               | Cap.                                                                            |
| 2-9-2006                                                                        | Belfast                                                                         | Irlanda del Nord                                                                | 0 – 3                                                                           | Islanda                                                                         | Qual. Euro 2008                                                                 | -                                                                               |                                                                                 |
| 6-9-2006                                                                        | Belfast                                                                         | Irlanda del Nord                                                                | 3 – 2                                                                           | Spagna                                                                          | Qual. Euro 2008                                                                 | -                                                                               |                                                                                 |
| 7-10-2006                                                                       | Copenaghen                                                                      | Danimarca                                                                       | 0 – 0                                                                           | Irlanda del Nord                                                                | Qual. Euro 2008                                                                 | -                                                                               |                                                                                 |
| 11-10-2006                                                                      | Belfast                                                                         | Irlanda del Nord                                                                | 1 – 0                                                                           | Lettonia                                                                        | Qual. Euro 2008                                                                 | -                                                                               |                                                                                 |
| 6-2-2007                                                                        | Belfast                                                                         | Irlanda del Nord                                                                | 0 – 0                                                                           | Galles                                                                          | Amichevole                                                                      | -                                                                               |                                                                                 |
| 24-3-2007                                                                       | Vaduz                                                                           | Liechtenstein                                                                   | 1 – 4                                                                           | Irlanda del Nord                                                                | Qual. Euro 2008                                                                 | -                                                                               |                                                                                 |
| 28-3-2007                                                                       | Belfast                                                                         | Irlanda del Nord                                                                | 2 – 1                                                                           | Svezia                                                                          | Qual. Euro 2008                                                                 | -                                                                               |                                                                                 |
| 22-8-2007                                                                       | Belfast                                                                         | Irlanda del Nord                                                                | 3 – 1                                                                           | Liechtenstein                                                                   | Qual. Euro 2008                                                                 | -                                                                               |                                                                                 |
| 8-9-2007                                                                        | Riga                                                                            | Lettonia                                                                        | 1 – 0                                                                           | Irlanda del Nord                                                                | Qual. Euro 2008                                                                 | -                                                                               |                                                                                 |
| 12-9-2007                                                                       | Reykjavík                                                                       | Islanda                                                                         | 2 – 1                                                                           | Irlanda del Nord                                                                | Qual. Euro 2008                                                                 | -                                                                               | 79’                                                                             |
| 17-10-2007                                                                      | Stoccolma                                                                       | Svezia                                                                          | 1 – 1                                                                           | Irlanda del Nord                                                                | Qual. Euro 2008                                                                 | -                                                                               |                                                                                 |
| 17-11-2007                                                                      | Belfast                                                                         | Irlanda del Nord                                                                | 2 – 1                                                                           | Danimarca                                                                       | Qual. Euro 2008                                                                 | -                                                                               |                                                                                 |
| 21-11-2007                                                                      | Las Palmas                                                                      | Spagna                                                                          | 1 – 0                                                                           | Irlanda del Nord                                                                | Qual. Euro 2008                                                                 | -                                                                               |                                                                                 |
| 6-2-2008                                                                        | Belfast                                                                         | Irlanda del Nord                                                                | 0 – 1                                                                           | Bulgaria                                                                        | Amichevole                                                                      | -                                                                               | 46’                                                                             |
| 26-3-2008                                                                       | Belfast                                                                         | Irlanda del Nord                                                                | 4 – 1                                                                           | Georgia                                                                         | Amichevole                                                                      | -                                                                               | 70’                                                                             |
| 20-8-2008                                                                       | Glasgow                                                                         | Scozia                                                                          | 0 – 0                                                                           | Irlanda del Nord                                                                | Amichevole                                                                      | -                                                                               |                                                                                 |
| 6-9-2008                                                                        | Bratislava                                                                      | Slovacchia                                                                      | 2 – 1                                                                           | Irlanda del Nord                                                                | Qual. Mondiali 2010                                                             | -                                                                               |                                                                                 |
| 11-10-2008                                                                      | Maribor                                                                         | Slovenia                                                                        | 2 – 0                                                                           | Irlanda del Nord                                                                | Qual. Mondiali 2010                                                             | -                                                                               | 24’                                                                             |
| 15-10-2008                                                                      | Belfast                                                                         | Irlanda del Nord                                                                | 4 – 0                                                                           | San Marino                                                                      | Qual. Mondiali 2010                                                             | 1                                                                               |                                                                                 |
| 11-2-2009                                                                       | Serravalle                                                                      | San Marino                                                                      | 0 – 3                                                                           | Irlanda del Nord                                                                | Qual. Mondiali 2010                                                             | -                                                                               | 67’                                                                             |
| 1-4-2009                                                                        | Belfast                                                                         | Irlanda del Nord                                                                | 1 – 0                                                                           | Slovenia                                                                        | Qual. Mondiali 2010                                                             | -                                                                               |                                                                                 |
| 12-8-2009                                                                       | Belfast                                                                         | Irlanda del Nord                                                                | 1 – 1                                                                           | Israele                                                                         | Amichevole                                                                      | -                                                                               | 46’                                                                             |
| 5-9-2009                                                                        | Chorzów                                                                         | Polonia                                                                         | 1 – 1                                                                           | Irlanda del Nord                                                                | Qual. Mondiali 2010                                                             | -                                                                               |                                                                                 |
| 9-9-2009                                                                        | Belfast                                                                         | Irlanda del Nord                                                                | 0 – 2                                                                           | Slovacchia                                                                      | Qual. Mondiali 2010                                                             | -                                                                               |                                                                                 |
| 14-10-2009                                                                      | Praga                                                                           | Rep. Ceca                                                                       | 0 – 0                                                                           | Irlanda del Nord                                                                | Qual. Mondiali 2010                                                             | -                                                                               |                                                                                 |
| 14-11-2009                                                                      | Belfast                                                                         | Irlanda del Nord                                                                | 0 – 1                                                                           | Serbia                                                                          | Amichevole                                                                      | -                                                                               |                                                                                 |
| 3-3-2010                                                                        | Tirana                                                                          | Albania                                                                         | 1 – 0                                                                           | Irlanda del Nord                                                                | Amichevole                                                                      | -                                                                               |                                                                                 |
| 11-8-2010                                                                       | Podgorica                                                                       | Montenegro                                                                      | 2 – 0                                                                           | Irlanda del Nord                                                                | Amichevole                                                                      | -                                                                               |                                                                                 |
| 3-9-2010                                                                        | Maribor                                                                         | Slovenia                                                                        | 0 – 1                                                                           | Irlanda del Nord                                                                | Qual. Euro 2012                                                                 | -                                                                               |                                                                                 |
| 8-10-2010                                                                       | Belfast                                                                         | Irlanda del Nord                                                                | 0 – 0                                                                           | Italia                                                                          | Qual. Euro 2012                                                                 | -                                                                               |                                                                                 |
| 12-10-2010                                                                      | Toftir                                                                          | Fær Øer                                                                         | 1 – 1                                                                           | Irlanda del Nord                                                                | Qual. Euro 2012                                                                 | -                                                                               | 87’                                                                             |
| 9-2-2011                                                                        | Dublino                                                                         | Irlanda del Nord                                                                | 0 – 3                                                                           | Scozia                                                                          | Amichevole                                                                      | -                                                                               | 58’                                                                             |
| 24-5-2011                                                                       | Dublino                                                                         | Irlanda                                                                         | 5 – 0                                                                           | Irlanda del Nord                                                                | Amichevole                                                                      | -                                                                               | 77’                                                                             |
| 10-8-2011                                                                       | Belfast                                                                         | Irlanda del Nord                                                                | 4 – 0                                                                           | Fær Øer                                                                         | Qual. Euro 2012                                                                 | 1                                                                               |                                                                                 |
| 2-9-2011                                                                        | Belfast                                                                         | Irlanda del Nord                                                                | 0 – 1                                                                           | Serbia                                                                          | Qual. Euro 2012                                                                 | -                                                                               |                                                                                 |
| 6-9-2011                                                                        | Tallinn                                                                         | Estonia                                                                         | 4 – 1                                                                           | Irlanda del Nord                                                                | Qual. Euro 2012                                                                 | -                                                                               |                                                                                 |
| 7-10-2011                                                                       | Belfast                                                                         | Irlanda del Nord                                                                | 1 – 2                                                                           | Estonia                                                                         | Qual. Euro 2012                                                                 | 1                                                                               | Cap.                                                                            |
| 11-10-2011                                                                      | Pescara                                                                         | Italia                                                                          | 3 – 0                                                                           | Irlanda del Nord                                                                | Qual. Euro 2012                                                                 | -                                                                               |                                                                                 |
| 29-2-2012                                                                       | Belfast                                                                         | Irlanda del Nord                                                                | 0 – 3                                                                           | Norvegia                                                                        | Amichevole                                                                      | -                                                                               | Cap.                                                                            |
| 15-8-2012                                                                       | Belfast                                                                         | Irlanda del Nord                                                                | 3 – 3                                                                           | Finlandia                                                                       | Amichevole                                                                      | -                                                                               | Cap.                                                                            |
| 7-9-2012                                                                        | Mosca                                                                           | Russia                                                                          | 2 – 0                                                                           | Irlanda del Nord                                                                | Qual. Mondiali 2014                                                             | -                                                                               | Cap.                                                                            |
| 11-9-2012                                                                       | Belfast                                                                         | Irlanda del Nord                                                                | 1 – 1                                                                           | Lussemburgo                                                                     | Qual. Mondiali 2014                                                             | -                                                                               | Cap.                                                                            |
| 16-10-2012                                                                      | Porto                                                                           | Portogallo                                                                      | 1 – 1                                                                           | Irlanda del Nord                                                                | Qual. Mondiali 2014                                                             | -                                                                               | Cap.                                                                            |
| 14-11-2012                                                                      | Belfast                                                                         | Irlanda del Nord                                                                | 1 – 1                                                                           | Azerbaigian                                                                     | Qual. Mondiali 2014                                                             | -                                                                               | Cap.                                                                            |
| 6-2-2013                                                                        | Ta' Qali                                                                        | Malta                                                                           | 0 – 0                                                                           | Irlanda del Nord                                                                | Amichevole                                                                      | -                                                                               | Cap.                                                                            |
| 26-3-2013                                                                       | Belfast                                                                         | Irlanda del Nord                                                                | 0 – 2                                                                           | Israele                                                                         | Qual. Mondiali 2014                                                             | -                                                                               | Cap.                                                                            |
| 14-8-2013                                                                       | Belfast                                                                         | Irlanda del Nord                                                                | 1 – 0                                                                           | Russia                                                                          | Qual. Mondiali 2014                                                             | -                                                                               | Cap.                                                                            |
| 6-9-2013                                                                        | Belfast                                                                         | Irlanda del Nord                                                                | 2 – 4                                                                           | Portogallo                                                                      | Qual. Mondiali 2014                                                             | -                                                                               | Cap. 32’                                                                        |
| 10-9-2013                                                                       | Lussemburgo                                                                     | Lussemburgo                                                                     | 3 – 2                                                                           | Irlanda del Nord                                                                | Qual. Mondiali 2014                                                             | -                                                                               | Cap.                                                                            |
| 11-10-2013                                                                      | Baku                                                                            | Azerbaigian                                                                     | 2 – 0                                                                           | Irlanda del Nord                                                                | Qual. Mondiali 2014                                                             | -                                                                               | Cap.                                                                            |
| 15-10-2013                                                                      | Ramat Gan                                                                       | Israele                                                                         | 1 – 1                                                                           | Irlanda del Nord                                                                | Qual. Mondiali 2014                                                             | 1                                                                               | Cap.                                                                            |
| 15-11-2013                                                                      | Adana                                                                           | Turchia                                                                         | 1 – 0                                                                           | Irlanda del Nord                                                                | Amichevole                                                                      | -                                                                               | Cap.                                                                            |
| 5-3-2014                                                                        | Nicosia                                                                         | Cipro                                                                           | 0 – 0                                                                           | Irlanda del Nord                                                                | Amichevole                                                                      | -                                                                               | Cap.                                                                            |
| 30-5-2014                                                                       | Montevideo                                                                      | Uruguay                                                                         | 1 – 0                                                                           | Irlanda del Nord                                                                | Amichevole                                                                      | -                                                                               | Cap.                                                                            |
| 4-6-2014                                                                        | Valparaíso                                                                      | Cile                                                                            | 2 – 0                                                                           | Irlanda del Nord                                                                | Amichevole                                                                      | -                                                                               | Cap.                                                                            |
| 7-9-2014                                                                        | Budapest                                                                        | Ungheria                                                                        | 1 – 2                                                                           | Irlanda del Nord                                                                | Qual. Euro 2016                                                                 | -                                                                               | Cap.                                                                            |
| 11-10-2014                                                                      | Belfast                                                                         | Irlanda del Nord                                                                | 2 – 0                                                                           | Fær Øer                                                                         | Qual. Euro 2016                                                                 | -                                                                               | Cap.                                                                            |
| 14-10-2014                                                                      | Il Pireo                                                                        | Grecia                                                                          | 0 – 2                                                                           | Irlanda del Nord                                                                | Qual. Euro 2016                                                                 | -                                                                               | Cap.                                                                            |
| 25-3-2015                                                                       | Belfast                                                                         | Scozia                                                                          | 1 – 0                                                                           | Irlanda del Nord                                                                | Amichevole                                                                      | -                                                                               | 70’                                                                             |
| 29-3-2015                                                                       | Belfast                                                                         | Irlanda del Nord                                                                | 2 – 1                                                                           | Finlandia                                                                       | Qual. Euro 2016                                                                 | -                                                                               | Cap. 46’                                                                        |
| 13-6-2015                                                                       | Belfast                                                                         | Ungheria                                                                        | 0 – 0                                                                           | Romania                                                                         | Qual. Euro 2016                                                                 | -                                                                               | Cap.                                                                            |
| 4-9-2015                                                                        | Tórshavn                                                                        | Fær Øer                                                                         | 1 – 3                                                                           | Irlanda del Nord                                                                | Qual. Euro 2016                                                                 | -                                                                               | Cap.                                                                            |
| 7-9-2015                                                                        | Belfast                                                                         | Irlanda del Nord                                                                | 1 – 1                                                                           | Ungheria                                                                        | Qual. Euro 2016                                                                 | -                                                                               | Cap.                                                                            |
| 8-10-2015                                                                       | Belfast                                                                         | Irlanda del Nord                                                                | 3 – 1                                                                           | Grecia                                                                          | Qual. Euro 2016                                                                 | 2                                                                               | Cap.                                                                            |
| 11-10-2015                                                                      | Helsinki                                                                        | Finlandia                                                                       | 1 – 1                                                                           | Irlanda del Nord                                                                | Qual. Euro 2016                                                                 | -                                                                               | Cap.                                                                            |
| 13-11-2015                                                                      | Belfast                                                                         | Irlanda del Nord                                                                | 1 – 0                                                                           | Lettonia                                                                        | Amichevole                                                                      | -                                                                               | Cap. 84’                                                                        |
| 24-3-2016                                                                       | Cardiff                                                                         | Galles                                                                          | 1 – 1                                                                           | Irlanda del Nord                                                                | Amichevole                                                                      | -                                                                               | Cap.                                                                            |
| 28-3-2016                                                                       | Belfast                                                                         | Irlanda del Nord                                                                | 1 – 0                                                                           | Slovenia                                                                        | Amichevole                                                                      | -                                                                               | Cap.                                                                            |
| 27-5-2016                                                                       | Belfast                                                                         | Irlanda del Nord                                                                | 3 – 0                                                                           | Bielorussia                                                                     | Amichevole                                                                      | -                                                                               | Cap.                                                                            |
| 4-6-2016                                                                        | Trnava                                                                          | Slovacchia                                                                      | 0 – 0                                                                           | Irlanda del Nord                                                                | Amichevole                                                                      | -                                                                               | Cap.                                                                            |
| 12-6-2016                                                                       | Nizza                                                                           | Polonia                                                                         | 1 – 0                                                                           | Irlanda del Nord                                                                | Euro 2016 - 1º turno                                                            | -                                                                               | Cap.                                                                            |
| 16-6-2016                                                                       | Lione                                                                           | Ucraina                                                                         | 0 – 2                                                                           | Irlanda del Nord                                                                | Euro 2016 - 1º turno                                                            | -                                                                               | Cap.                                                                            |
| 21-6-2016                                                                       | Parigi                                                                          | Irlanda del Nord                                                                | 0 – 1                                                                           | Germania                                                                        | Euro 2016 - 1º turno                                                            | -                                                                               | Cap.                                                                            |
| 25-6-2016                                                                       | Parigi                                                                          | Galles                                                                          | 1 – 0                                                                           | Irlanda del Nord                                                                | Euro 2016 - Ottavi                                                              | -                                                                               | Cap. 67’                                                                        |
| 4-9-2016                                                                        | Praga                                                                           | Rep. Ceca                                                                       | 0 – 0                                                                           | Irlanda del Nord                                                                | Qual. Mondiali 2018                                                             | -                                                                               | Cap.                                                                            |
| 8-10-2016                                                                       | Belfast                                                                         | Irlanda del Nord                                                                | 4 – 0                                                                           | San Marino                                                                      | Qual. Mondiali 2018                                                             | 1                                                                               | Cap.                                                                            |
| 11-10-2016                                                                      | Hannover                                                                        | Germania                                                                        | 2 – 0                                                                           | Irlanda del Nord                                                                | Qual. Mondiali 2018                                                             | -                                                                               | Cap.                                                                            |
| 11-11-2016                                                                      | Belfast                                                                         | Irlanda del Nord                                                                | 4 – 0                                                                           | Azerbaigian                                                                     | Qual. Mondiali 2018                                                             | 1                                                                               | Cap.                                                                            |
| 15-11-2016                                                                      | Belfast                                                                         | Irlanda del Nord                                                                | 0 – 3                                                                           | Croazia                                                                         | Amichevole                                                                      | -                                                                               | 46’                                                                             |
| 26-3-2017                                                                       | Belfast                                                                         | Irlanda del Nord                                                                | 2 – 0                                                                           | Norvegia                                                                        | Qual. Mondiali 2018                                                             | -                                                                               | Cap.                                                                            |
| 2-6-2017                                                                        | Belfast                                                                         | Irlanda del Nord                                                                | 1 – 0                                                                           | Nuova Zelanda                                                                   | Amichevole                                                                      | -                                                                               | 46’                                                                             |
| 10-6-2017                                                                       | Baku                                                                            | Azerbaigian                                                                     | 0 – 1                                                                           | Irlanda del Nord                                                                | Qual. Mondiali 2018                                                             | -                                                                               | Cap. 80’                                                                        |
| 1-9-2017                                                                        | Serravalle                                                                      | San Marino                                                                      | 0 – 3                                                                           | Irlanda del Nord                                                                | Qual. Mondiali 2018                                                             | 1                                                                               | Cap.                                                                            |
| 4-9-2017                                                                        | Belfast                                                                         | Irlanda del Nord                                                                | 2 – 0                                                                           | Rep. Ceca                                                                       | Qual. Mondiali 2018                                                             | -                                                                               | Cap. 74’                                                                        |
| 5-10-2017                                                                       | Belfast                                                                         | Irlanda del Nord                                                                | 1 – 3                                                                           | Germania                                                                        | Qual. Mondiali 2018                                                             | -                                                                               | Cap.                                                                            |
| 8-10-2017                                                                       | Oslo                                                                            | Norvegia                                                                        | 1 – 0                                                                           | Irlanda del Nord                                                                | Qual. Mondiali 2018                                                             | -                                                                               | Cap.                                                                            |
| 9-11-2017                                                                       | Belfast                                                                         | Irlanda del Nord                                                                | 0 – 1                                                                           | Svizzera                                                                        | Qual. Mondiali 2018                                                             | -                                                                               | Cap.                                                                            |
| 12-11-2017                                                                      | Basilea                                                                         | Svizzera                                                                        | 0 – 0                                                                           | Irlanda del Nord                                                                | Qual. Mondiali 2018                                                             | -                                                                               | Cap.                                                                            |
| 8-9-2018                                                                        | Belfast                                                                         | Irlanda del Nord                                                                | 1 – 2                                                                           | Bosnia ed Erzegovina                                                            | UEFA Nations League 2018-2019 - 1º turno                                        | -                                                                               | Cap.                                                                            |
| 11-9-2018                                                                       | Belfast                                                                         | Irlanda del Nord                                                                | 3 – 0                                                                           | Israele                                                                         | Amichevole                                                                      | 1                                                                               | Cap.                                                                            |
| 12-10-2018                                                                      | Vienna                                                                          | Austria                                                                         | 1 – 0                                                                           | Irlanda del Nord                                                                | UEFA Nations League 2018-2019 - 1º turno                                        | -                                                                               | Cap.                                                                            |
| 15-10-2018                                                                      | Sarajevo                                                                        | Bosnia ed Erzegovina                                                            | 2 – 0                                                                           | Irlanda del Nord                                                                | UEFA Nations League 2018-2019 - 1º turno                                        | -                                                                               | Cap.                                                                            |
| 15-11-2018                                                                      | Dublino                                                                         | Irlanda                                                                         | 0 – 0                                                                           | Irlanda del Nord                                                                | Amichevole                                                                      | -                                                                               | Cap.                                                                            |
| 18-11-2018                                                                      | Belfast                                                                         | Irlanda del Nord                                                                | 1 – 2                                                                           | Austria                                                                         | UEFA Nations League 2018-2019 - 1º turno                                        | -                                                                               | Cap.                                                                            |
| 21-3-2019                                                                       | Belfast                                                                         | Irlanda del Nord                                                                | 2 – 0                                                                           | Estonia                                                                         | Qual. Euro 2020                                                                 | 1                                                                               | Cap.                                                                            |
| 24-3-2019                                                                       | Belfast                                                                         | Irlanda del Nord                                                                | 2 – 1                                                                           | Bielorussia                                                                     | Qual. Euro 2020                                                                 | -                                                                               | Cap.                                                                            |
| 8-6-2019                                                                        | Tallinn                                                                         | Estonia                                                                         | 1 – 2                                                                           | Irlanda del Nord                                                                | Qual. Euro 2020                                                                 | -                                                                               | Cap.                                                                            |
| 11-6-2019                                                                       | Barysaŭ                                                                         | Bielorussia                                                                     | 0 – 1                                                                           | Irlanda del Nord                                                                | Qual. Euro 2020                                                                 | -                                                                               | Cap.                                                                            |
| 5-9-2019                                                                        | Belfast                                                                         | Irlanda del Nord                                                                | 1 – 0                                                                           | Lussemburgo                                                                     | Amichevole                                                                      | -                                                                               | 88’                                                                             |
| 9-9-2019                                                                        | Belfast                                                                         | Irlanda del Nord                                                                | 0 – 2                                                                           | Germania                                                                        | Qual. Euro 2020                                                                 | -                                                                               | Cap.                                                                            |
| 10-10-2019                                                                      | Rotterdam                                                                       | Paesi Bassi                                                                     | 3 – 1                                                                           | Irlanda del Nord                                                                | Qual. Euro 2020                                                                 | -                                                                               | Cap.                                                                            |
| 14-10-2019                                                                      | Praga                                                                           | Rep. Ceca                                                                       | 2 – 3                                                                           | Irlanda del Nord                                                                | Amichevole                                                                      | -                                                                               | Cap. 65’                                                                        |
| 16-11-2019                                                                      | Belfast                                                                         | Irlanda del Nord                                                                | 0 – 0                                                                           | Paesi Bassi                                                                     | Qual. Euro 2020                                                                 | -                                                                               | Cap. 40’                                                                        |
| 19-11-2019                                                                      | Francoforte sul Meno                                                            | Germania                                                                        | 6 – 1                                                                           | Irlanda del Nord                                                                | Qual. Euro 2020                                                                 | -                                                                               | Cap.                                                                            |
| 4-9-2020                                                                        | Bucarest                                                                        | Romania                                                                         | 1 – 1                                                                           | Irlanda del Nord                                                                | UEFA Nations League 2020-2021 - 1º turno                                        | -                                                                               | Cap.                                                                            |
| 7-9-2020                                                                        | Belfast                                                                         | Irlanda del Nord                                                                | 1 – 5                                                                           | Norvegia                                                                        | UEFA Nations League 2020-2021 - 1º turno                                        | -                                                                               | Cap.                                                                            |
| 8-10-2020                                                                       | Sarajevo                                                                        | Bosnia ed Erzegovina                                                            | 1 – 1 dts (3 – 4 dtr)                                                           | Irlanda del Nord                                                                | Qual. Euro 2020                                                                 | -                                                                               | Cap. 108’                                                                       |
| 11-10-2020                                                                      | Belfast                                                                         | Irlanda del Nord                                                                | 0 – 1                                                                           | Austria                                                                         | UEFA Nations League 2020-2021 - 1º turno                                        | -                                                                               | Cap. 73’                                                                        |
| 14-10-2020                                                                      | Oslo                                                                            | Norvegia                                                                        | 1 – 0                                                                           | Irlanda del Nord                                                                | UEFA Nations League 2020-2021 - 1º turno                                        | -                                                                               | 85’                                                                             |
| 12-11-2020                                                                      | Belfast                                                                         | Irlanda del Nord                                                                | 1 – 2 dts                                                                       | Slovacchia                                                                      | Qual. Euro 2020                                                                 | -                                                                               | Cap.                                                                            |
| 15-11-2020                                                                      | Vienna                                                                          | Austria                                                                         | 2 – 1                                                                           | Irlanda del Nord                                                                | UEFA Nations League 2020-2021 - 1º turno                                        | -                                                                               | 83’                                                                             |
| 25-3-2021                                                                       | Parma                                                                           | Italia                                                                          | 2 – 0                                                                           | Irlanda del Nord                                                                | Qual. Mondiali 2022                                                             | -                                                                               | Cap.                                                                            |
| 31-3-2021                                                                       | Belfast                                                                         | Irlanda del Nord                                                                | 0 – 0                                                                           | Bulgaria                                                                        | Qual. Mondiali 2022                                                             | -                                                                               | Cap.                                                                            |
| 2-9-2021                                                                        | Vilnius                                                                         | Lituania                                                                        | 1 – 4                                                                           | Irlanda del Nord                                                                | Qual. Mondiali 2022                                                             | -                                                                               | Cap.                                                                            |
| 8-9-2021                                                                        | Belfast                                                                         | Irlanda del Nord                                                                | 0 – 0                                                                           | Svizzera                                                                        | Qual. Mondiali 2022                                                             | -                                                                               | Cap.                                                                            |
| 9-10-2021                                                                       | Lancy                                                                           | Svizzera                                                                        | 2 – 0                                                                           | Irlanda del Nord                                                                | Qual. Mondiali 2022                                                             | -                                                                               |                                                                                 |
| 12-10-2021                                                                      | Sofia                                                                           | Bulgaria                                                                        | 2 – 1                                                                           | Irlanda del Nord                                                                | Qual. Mondiali 2022                                                             | -                                                                               | Cap.                                                                            |
| 12-11-2021                                                                      | Belfast                                                                         | Irlanda del Nord                                                                | 1 – 0                                                                           | Lituania                                                                        | Qual. Mondiali 2022                                                             | -                                                                               | Cap.                                                                            |
| 15-11-2021                                                                      | Belfast                                                                         | Irlanda del Nord                                                                | 0 – 0                                                                           | Italia                                                                          | Qual. Mondiali 2022                                                             | -                                                                               | Cap.                                                                            |
| 25-3-2022                                                                       | Lussemburgo                                                                     | Lussemburgo                                                                     | 1 – 3                                                                           | Irlanda del Nord                                                                | Amichevole                                                                      | 1                                                                               | 63’                                                                             |
| 29-3-2022                                                                       | Belfast                                                                         | Irlanda del Nord                                                                | 0 – 1                                                                           | Ungheria                                                                        | Amichevole                                                                      | -                                                                               | Cap. 58’ 61’                                                                    |
| 2-6-2022                                                                        | Belfast                                                                         | Irlanda del Nord                                                                | 0 – 1                                                                           | Grecia                                                                          | UEFA Nations League 2022-2023 - 1º turno                                        | -                                                                               | Cap.                                                                            |
| 5-6-2022                                                                        | Larnaca                                                                         | Cipro                                                                           | 0 – 0                                                                           | Irlanda del Nord                                                                | UEFA Nations League 2022-2023 - 1º turno                                        | -                                                                               | Cap. 77’                                                                        |
| 9-6-2022                                                                        | Pristina                                                                        | Kosovo                                                                          | 3 – 2                                                                           | Irlanda del Nord                                                                | UEFA Nations League 2022-2023 - 1º turno                                        | -                                                                               | Cap.                                                                            |
| 12-6-2022                                                                       | Belfast                                                                         | Irlanda del Nord                                                                | 2 – 2                                                                           | Cipro                                                                           | UEFA Nations League 2022-2023 - 1º turno                                        | -                                                                               | Cap. 68’                                                                        |
| 24-9-2022                                                                       | Belfast                                                                         | Irlanda del Nord                                                                | 2 – 1                                                                           | Kosovo                                                                          | UEFA Nations League 2022-2023 - 1º turno                                        | -                                                                               | Cap. 90+1’                                                                      |
| 27-9-2022                                                                       | Atene                                                                           | Grecia                                                                          | 3 – 1                                                                           | Irlanda del Nord                                                                | UEFA Nations League 2022-2023 - 1º turno                                        | -                                                                               |                                                                                 |
| Totale                                                                          |                                                                                 | Presenze (1º posto)                                                             | 140                                                                             |                                                                                 | Reti (3º posto)                                                                 | 13                                                                              |                                                                                 |

### Statistiche da allenatore
Statistiche aggiornate al 14 ottobre 2023.
| Stagione        | Squadra         | Campionato      | Campionato | Campionato | Campionato | Campionato | Coppe nazionali | Coppe nazionali | Coppe nazionali | Coppe nazionali | Coppe nazionali | Coppe continentali | Coppe continentali | Coppe continentali | Coppe continentali | Coppe continentali | Altre coppe | Altre coppe | Altre coppe | Altre coppe | Altre coppe | Totale | Totale | Totale | Totale | % Vittorie | Piazzamento |
| Stagione        | Squadra         | Comp            | G          | V          | N          | P          | Comp            | G               | V               | N               | P               | Comp               | G                  | V                  | N                  | P                  | Comp        | G           | V           | N           | P           | G      | V      | N      | P      | %          | Piazzamento |
| --------------- | --------------- | --------------- | ---------- | ---------- | ---------- | ---------- | --------------- | --------------- | --------------- | --------------- | --------------- | ------------------ | ------------------ | ------------------ | ------------------ | ------------------ | ----------- | ----------- | ----------- | ----------- | ----------- | ------ | ------ | ------ | ------ | ---------- | ----------- |
| ott. 2023       | Rangers         | SP              | 1          | 1          | 0          | 0          | SC+CdL          | 0               | 0               | 0               | 0               | UEL                | 1                  | 0                  | 0                  | 1                  | -           | -           | -           | -           | -           | 2      | 1      | 0      | 1      | 50,00      | Ad interim  |
| Totale carriera | Totale carriera | Totale carriera | 1          | 1          | 0          | 0          |                 | 0               | 0               | 0               | 0               |                    | 1                  | 0                  | 0                  | 1                  |             | -           | -           | -           | -           | 2      | 1      | 0      | 1      | 50,00      |             |

## Palmarès

### Club

#### Competizioni giovanili
- FA Youth Cup: 1

Aston Villa: 2001-2002

#### Competizioni nazionali
- Campionato scozzese: 4

Rangers: 2008-2009, 2009-2010, 2010-2011, 2020-2021
- Coppa di Scozia: 3

Rangers: 2007-2008, 2008-2009, 2021-2022
- Coppa di Lega scozzese: 4

Rangers: 2007-2008, 2009-2010, 2010-2011, 2023-2024

### Individuale
- SPFA Players' Player of the Year Team of the Year: 1[29]

2010